# Drei Lieder für Benazir
Drei Lieder für Benazir ist ein afghanisch-US-amerikanischer Dokumentar-Kurzfilm vom Ehepaar Elizabeth und Gulistan Mirzaei aus dem Jahr 2021. Der Film wurde zur Oscarverleihung 2022 für einen Oscar in der Kategorie Bester Dokumentar-Kurzfilm nominiert.

## Handlung
Shaista ist mit Benazir verheiratet. Das Paar erwartet ein Kind. Sie leben zusammen mit Shaistas Familie in einem Flüchtlingscamp in der Nähe von Kabul. Shaista will seiner Familie etwas bieten und ist voller Hoffnung auf eine Anstellung. Sein Vater will nicht, das Shaista zur Schule geht, weil niemand aus seiner Familie zur Schule ging und man das nicht benötige. In diesem Jahr will Shaista auf die Opium-Ernte verzichten, die normalerweise etwas Geld einbringt. Er hat Angst davor, süchtig zu werden. Stattdessen reist er nach Kabul und versucht dort bei der Afghanischen Nationalarmee unterzukommen. Doch dafür benötigt er drei Bürgen. Seine Familie verweigert ihm die Bürgschaft, und so geht er doch zur Opiumernte.
Vier Jahre später ist Shaista in einer Drogenhilfeeinrichtung. Er ist drogensüchtig geworden und versucht nun einen Entzug. Seine Familie kommt ihn besuchen. Er ist weiterhin voller Hoffnung.

## Hintergrund
Der Film ist eine afghanisch-US-amerikanische Koproduktion für Netflix. Das Ehepaar Elizabeth und Gulistan Mirzaei pendelte für die Dokumentation zwischen Los Angeles und Kabul. Sie entstand vor der Machtübernahme der Taliban.
Der Film wurde auf zahlreichen Festivals gezeigt und gewann den Jurypreis beim Full Frame Documentary Film Festival. Neben Nach Hause, Hörbar und Camp Confidential ist er einer von vier Dokumentar-Kurzfilmen von Netflix, die es auf die Oscar-Shortlist geschafft haben. Zusammen mit Hörbar und Nach Hause wurde er erfolgreich nominiert.